# Lâu đài Holumnice
Lâu đài Holumnice (tiếng Slovakia: Holumnický hrad) là tàn tích của một lâu đài tọa lạc trên một ngọn đồi thuộc địa phận làng Holumnica, vùng Prešov, Slovakia.

## Lịch sử
Các ghi chép chính xác về nguồn gốc của lâu đài Holumnice hiện không còn tồn tại. Lâu đài có lẽ được một trong các gia đình Berzeviczy, gia đình Ujházy hoặc gia đình Görgey xây dựng vào khoảng cuối thế kỷ 15 - đầu thế kỷ 16. Ban đầu, lâu đài là một tòa nhà kiên cố có ba tầng, được xây dựng theo phong cách kiến trúc Gothic - Phục hưng trên một mặt bằng hình vuông, không có tháp. Sau đó, lâu đài đã được tân trang lại nhiều lần.
Chủ sở hữu của lâu đài rời khỏi nơi đây vào khoảng thế kỷ 17, sau khi họ xây dựng một trang viên tiện nghi hơn ở trong làng. Tuy nhiên, tòa nhà lâu đài vẫn tiếp tục được sử dụng, có thể để làm nơi ở của một thành viên trong gia đình, hoặc chỉ được sử dụng làm nhà kho, vựa lúa, hoặc phục vụ một mục đích nào khác. Cho đến nay, không có dấu vết di tích nào rõ ràng cũng như vẫn chưa có nghiên cứu khảo cổ học nào được thực hiện để chứng minh và hoàn thiện thông tin này.